# Благай (Мостар)
Благай — село, відноситься до міста Мостар, Герцеговинсько-Неретванського кантону Федерації Боснії і Герцеговини, Боснії і Герцеговини. Благай входить до списку національних пам'яток Боснії і Герцеговини і претендує на внесення до списку Світової спадщини ЮНЕСКО. 

## Географія

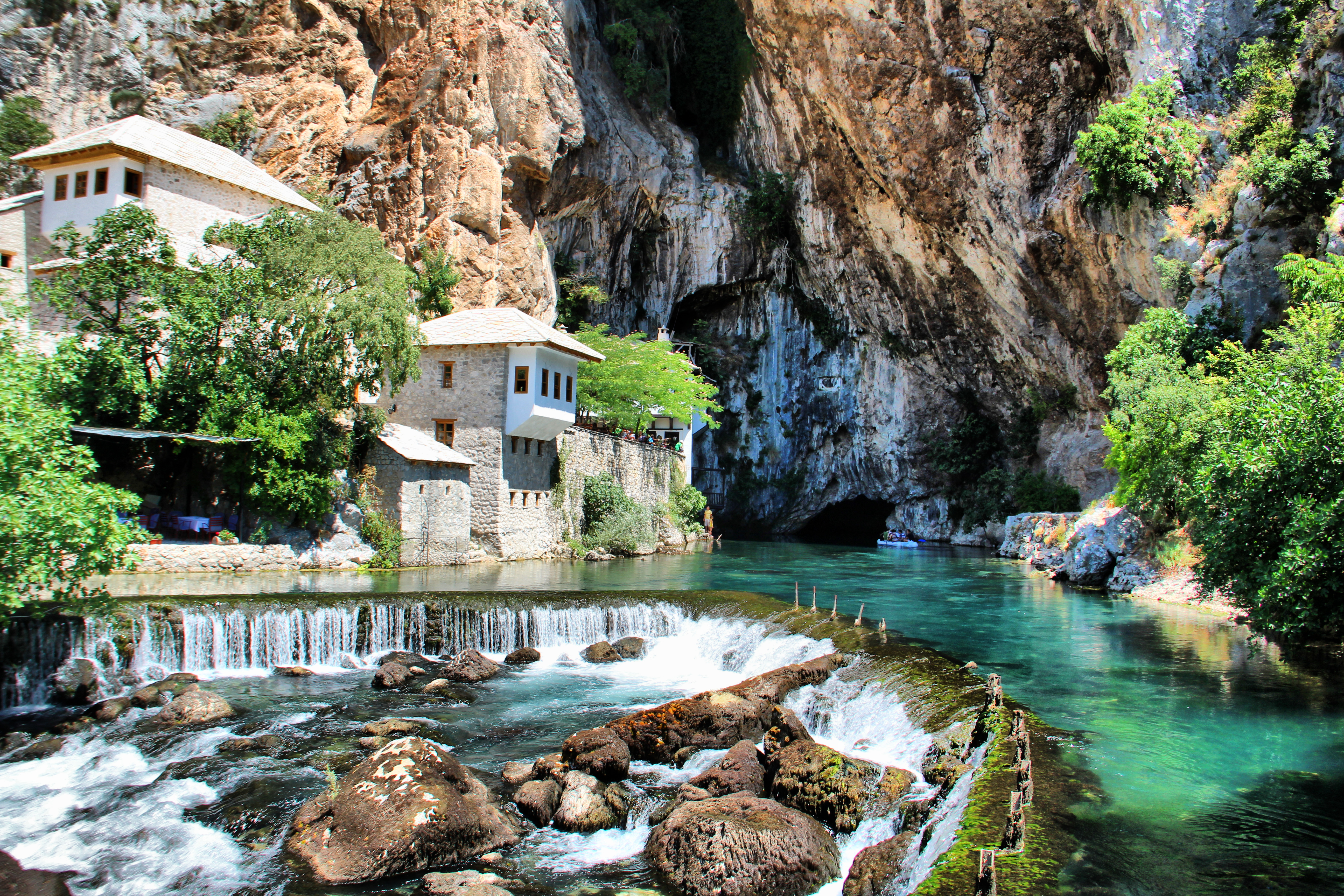
Текія (монастир дервішів) біля витоку річки Буна

Знаходиться за 7 км на південь від міста Мостар. Поблизу Благая знаходиться одна з найцікавіших памяток країни - витік з гірської печери річки Буна, яка є найбільшим карстовим джерелом у Європі, поруч з яким розташована відома суфійська текія. В околицях Благая також є ставок і ресторан, а також замок 15 століття.

## Назва
Благай, швидше за все, був названий через м’яку погоду, оскільки «блага» сербохорватською означає «м’яка».

## Історія

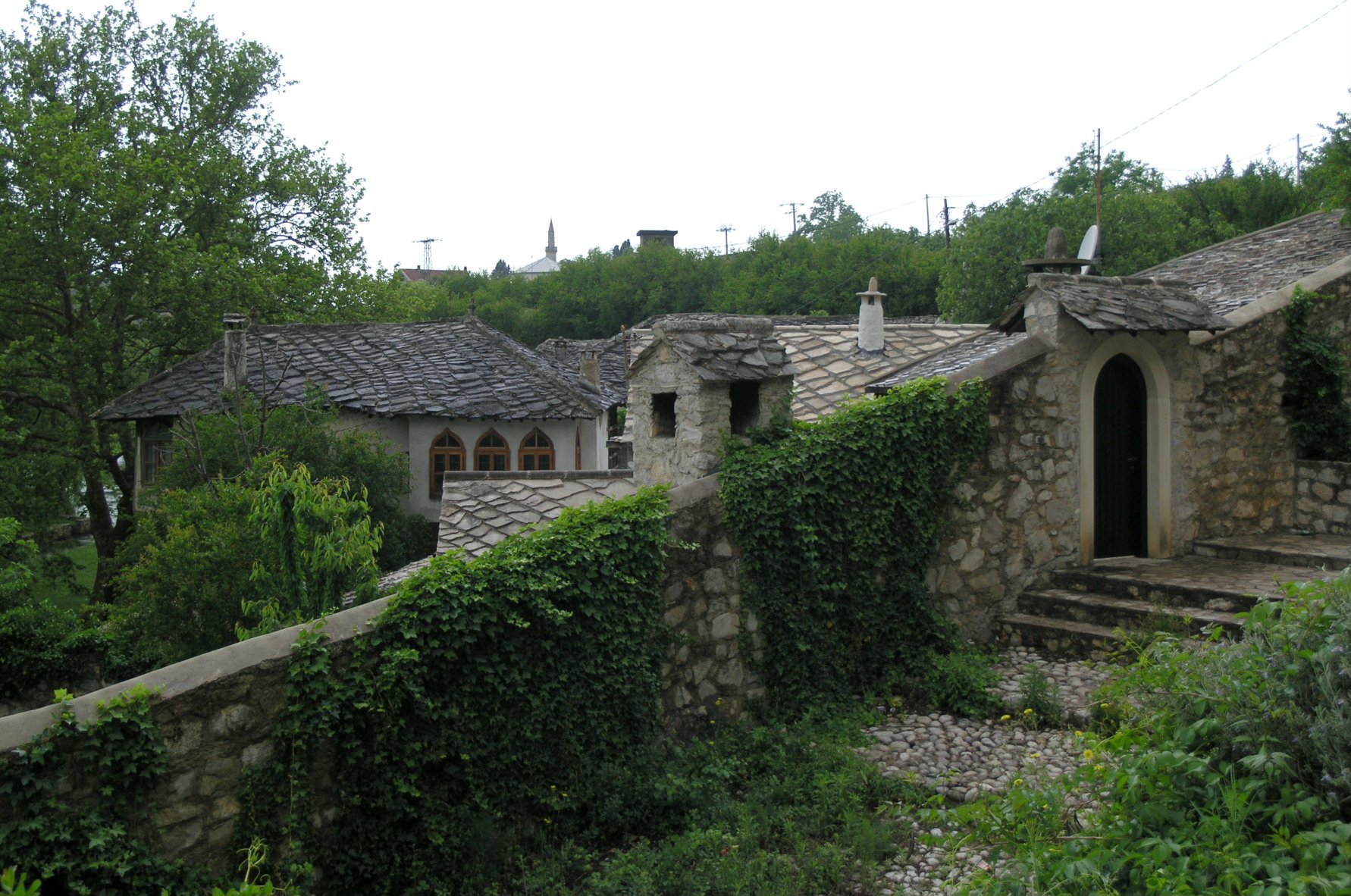
Старовинна вулиця

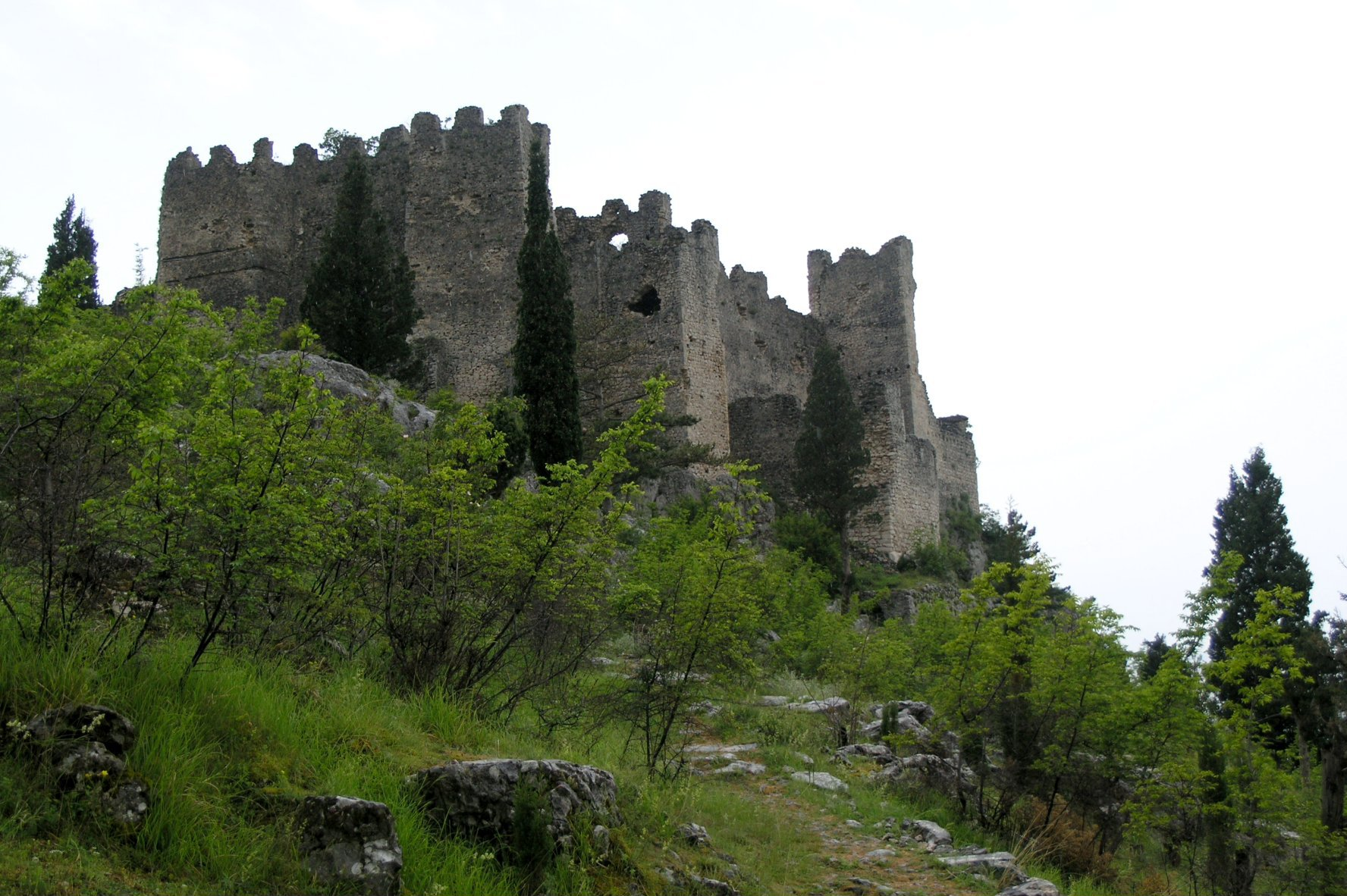
Стара Благайська фортеця

У стародавні часи в районі Благая була іллірійська фортеця та римський каструм. За часів візантійського імператора Юстиніана тут було побудовано кілька укріплених міст. Благай згадується в праці Костянтина Багрянородного «Про управління імперією» як Бона частина держави Захумлє. За часів Стефана Неманьї Захумлє перебувало під пануванням держави Рашка, а наприкінці 12 століття префект Юрко побудував церкву Св. Кузьми і Даміана. Захумле стало частиною боснійської держави в 14 столітті під час боснійського бана Стефана II Котроманича. У 15 столітті Сандал Гранич Косача та його племінник Степан Вукчич Косача правили областю Хум і Благай до приходу османів у 1466 році. До речі, Благай належав до району Бішча, а місцевість відома як резиденція (столиця) боснійських правителів з родини Косачів. Біля підніжжя фортеці виростає поселення з потужною економічною діяльністю, житловою та освітньою інфраструктурою. Благай вперше згадується в історичних джерелах у 1423 році.
За часів Османської імперії Благай був центром Благайського вілаєту, потім кадилуку. У місті було сім мечетей  (в тому числі мечеть Султана Сулеймана), два заїжджі двори, чотири мусафирхани (гостьові будинки), медресе, дві мектеби (школи), текія, чотири кам'яні мости на річці Буна і сім млинів.

## Економіка
Розвинене виноградарства (боснійці на відміну від інших мусульман вживають вино) і тютюнництво.

## Пам'ятки
Історичне місце фортеці Благай (також Степан-град), на пагорбі над Благаєм, було резиденцією Великого князя Боснії Стефана Вукчича та місцем народження боснійської королеви Катарини Боснійської. На відміну від інших укріплень, які служили резиденціями в Боснії та Герцеговині, фортеця Благай розташована на природній рівній території над крутими скелями на півдні, заході та півночі. Стіни збереглися на більшій частині своєї довжини до висоти 12-14 м. Внутрішня оборонна територія відносно невелика
Благайська текія була побудована близько 1520 року з елементами османської архітектури та середземноморського стилю і вважається національною пам'яткою
країни.